# Губовський
Гу́бовський (рос. Губовский) — селище у складі Новосергієвського району Оренбурзької області, Росія.

## Населення
Населення — 224 особи (2010; 249 у 2002).
Національний склад (станом на 2002 рік):
- росіяни — 43 %